# Kurtguentheria macroxipha
Kurtguentheria macroxipha är en insektsart som beskrevs av Andrej Vasiljevitj Gorochov och Mikhail B. Mostovski 2008. Kurtguentheria macroxipha ingår i släktet Kurtguentheria och familjen syrsor. Inga underarter finns listade i Catalogue of Life.